# USS Durant (DE-389)
USS Durant (DE-389/DER-389) là một tàu hộ tống khu trục lớp Edsall từng phục vụ cùng Hải quân Hoa Kỳ trong Chiến tranh Thế giới thứ hai. Nó là chiếc tàu chiến duy nhất của Hải quân Hoa Kỳ được đặt cái tên này, theo tên hạ sĩ quan trợ tá nha khoa Kenneth W. Durant (1919-1942), người phục vụ cùng lực lượng Thủy quân Lục chiến, đã tử trận tại Guadalcanal vào ngày 3 tháng 11, 1942 và được truy tặng Huân chương Ngôi sao Bạc. Nó đã phục vụ cho đến khi chiến tranh kết thúc, xuất biên chế năm 1946, rồi tạm thời được chuyển cho Tuần duyên Hoa Kỳ để phục vụ như là chiếc USCGC Durant (WDE-489) từ năm 1952 đến năm 1954. Sau khi hoàn trả cho Hải quân, nó được xếp lại lớp như một tàu hộ tống khu trục cột mốc radar DER-389 và tiếp tục phục vụ cho đến năm 1964. Con tàu cuối cùng bị bán để tháo dỡ vào năm 1974.

## Thiết kế và chế tạo
Lớp Edsall có thiết kế hầu như tương tự với lớp Cannon dẫn trước; khác biệt chủ yếu là ở hệ thống động lực Kiểu FMR do được trang bị động cơ diesel Fairbanks-Morse dẫn động qua hộp số giảm tốc đến trục chân vịt. Đây là cấu hình động cơ được áp dụng rộng rãi trên tàu ngầm, được chứng tỏ là có độ tin cậy cao hơn so với lớp Cannon.
Vũ khí trang bị bao gồm ba pháo 3 in (76 mm)/50 cal trên tháp pháo nòng đơn có thể đối hạm hoặc phòng không, một khẩu đội pháo phòng không Bofors 40 mm nòng đôi và tám pháo phòng không Oerlikon 20 mm. Vũ khí chống ngầm bao gồm một dàn súng cối chống tàu ngầm Hedgehog Mk. 10 (có 24 nòng và mang theo 144 quả đạn); hai đường ray Mk. 9 và tám máy phóng K3 Mk. 6 để thả mìn sâu. Con tàu vẫn giữ lại ba ống phóng ngư lôi Mark 15 21 inch (533 mm), và được trang bị radar SC dò tìm không trung và mặt biển. Thủy thủ đoàn đầy đủ bao gồm 186 sĩ quan và thủy thủ.
Durant được đặt lườn tại xưởng tàu của hãng Brown Shipbuilding ở Houston, Texas vào ngày 15 tháng 5, 1943. Nó được hạ thủy vào ngày 3 tháng 8, 1943, được đỡ đầu bởi bà S. R. Durant, mẹ của trợ lý nha khoa Durant, và nhập biên chế cùng Hải quân Hoa Kỳ vào ngày 16 tháng 11, 1943 dưới quyền chỉ huy của Hạm trưởng, Thiếu tá Tuần duyên Christopher Copeland Knapp.

## Lịch sử hoạt động

### 1944 - 1946
Sau khi hoàn tất việc chạy thử máy huấn luyện tại khu vực Bermuda, tại Norfolk, Virginia từ ngày 21 tháng 1 đến ngày 7 tháng 2, 1944, Durant phục vụ như một tàu huấn luyện dành cho thủy thủ đoàn các tàu hộ tống khu trục trong tương lai. Sau đó nó làm nhiệm vụ hộ tống các đoàn tàu vận tải vượt Đại Tây Dương đi sang các cảng Bắc Phi và Địa Trung Hải. Trong giai đoạn từ ngày 10 tháng 2, 1944 đến ngày 12 tháng 6, 1945, con tàu đã hoàn tất tám chuyến hộ tống vận tải khứ hồi; và trong chuyến đi sau cùng khi chiến tranh đã chấm dứt tại Châu Âu, vào sáng ngày 11 tháng 5, họ phát hiện một tàu U-boat đang nổi trên mặt nước. Chiếc U-873, vốn đã ra khơi được 50 ngày, được chiếm giữ và được một thủy thủ đoàn khung của tàu chị em Vance (DE-387) đưa trở về Portsmouth, New Hampshire vào ngày 16 tháng 5.
Sau khi chuẩn bị để được điều động sang khu vực Mặt trận Thái Bình Dương, Durant khởi hành từ Boston, Massachusetts vào ngày 9 tháng 7 để huấn luyện tại khu vực vịnh Guantánamo, Cuba trước khi đi sang San Diego, California. Đến nơi vào ngày 7 tháng 8, nó tiếp tục hành trình bốn ngày sau đó để hướng sang Trân Châu Cảng. Con tàu vẫn đang trên đường đi khi Nhật Bản chấp nhận đầu hàng vào ngày 15 tháng 8, giúp chấm dứt vĩnh viễn cuộc xung đột. Vì vậy con tàu chỉ ở lại Hawaii trong ít lâu trước khi quay trở về New York vào ngày 26 tháng 9. Nó chuyển đến Jacksonville, Florida vào ngày 22 tháng 10 để chuẩn bị ngừng hoạt động, rồi được cho xuất biên chế tại Green Cove Springs, Florida vào ngày 27 tháng 2, 1946, và được đưa về Hạm đội Dự bị Đại Tây Dương.

### USCGCDurant(WDE-489)

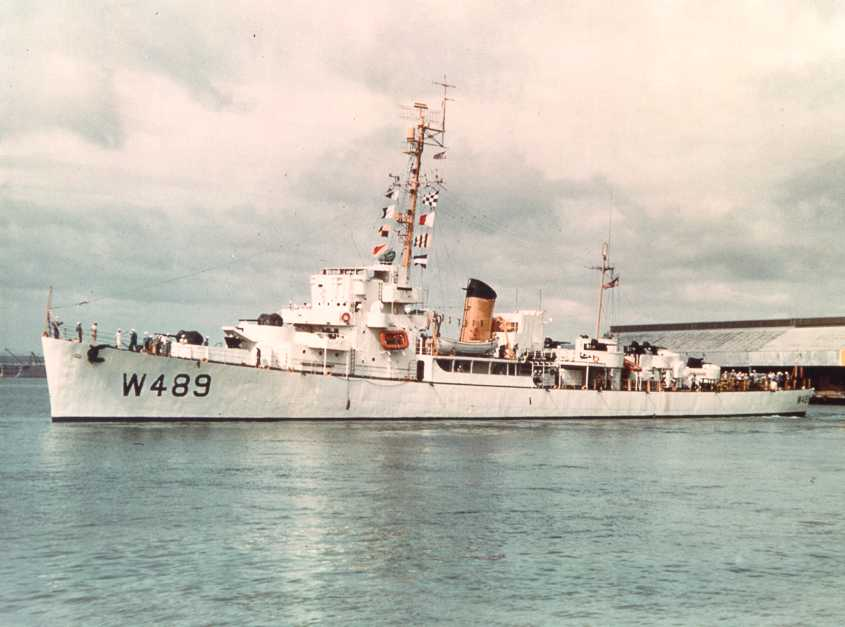
Tàu cutter USCGC Durant (WDE-489) của Tuần duyên Hoa Kỳ, khoảng năm 1953

Trong giai đoạn Chiến tranh Triều Tiên, từ ngày 15 tháng 5, 1952 đến ngày 10 tháng 4, 1954, Durant được tạm thời chuyển cho lực lượng Tuần duyên Hoa Kỳ để hoạt động như là tàu cutter tuần tra USCGC Durant (WDE-489). Sau khi hoạt động như một tàu tuần tra quan trắc thời tiết, nó tàu được hoàn trả cho Hải quân tại San Diego, California vào ngày 16 tháng 6, 1954.

### 1956 - 1964
Dự định được cải biến thành một tàu hộ tống khu trục cột mốc radar, Durant đi đến Xưởng hải quân Mare Island để được đại tu và hiện đại hóa, rồi được xếp lại lớp và mang ký hiệu lườn mới DER-389 vào ngày 7 tháng 12, 1955. Nó được tái biên chế trở lại tại Mare Island vào ngày 18 tháng 12, 1956 dưới quyền chỉ huy của Hạm trưởng, Thiếu tá Hải quân Harry Eugene Carter.
Sau khi chạy thử máy huấn luyện tại vùng biển ngoài khơi San Diego, California, Durant khởi hành từ San Francisco, California vào ngày 27 tháng 5, 1957 và đi đến Trân Châu Cảng vào ngày 2 tháng 6. Từ đó cho đến năm 1962, nó phục vụ như cột mốc radar trong Đường cảnh báo sớm từ xa - (DEW: Distant Early Warning) Line - tại hàng rào Thái Bình Dương nhằm cảnh báo sớm khả năng bị máy bay ném bom chiến lược hay tên lửa đạn đạo đối phương tấn công. Con tàu xen kẻ những lượt tuần tra cảnh báo sớm với các đợt thực hành huấn luyện, làm nhiệm vụ tìm kiếm-giải cứu và những lần được bảo trì và đại tu. Từ tháng 9, 1962 cho đến tháng 3, 1963, Durant được cử tham gia Chiến dịch Deep Freeze nhằm hỗ trợ hoạt động nghiên cứu khoa học tại châu Nam Cực. Nó thực hiện các chuyến đi quan trắc thời tiết và hỗ trợ dẫn đường điện tử cho các chuyến bay vận chuyển nhân sự và thiết bị giữa Christchurch, New Zealand và Trạm McMurdo, Nam Cực.
Durant một lần nữa lại được chuẩn bị để ngừng hoạt động; nó được cho xuất biên chế lần sau cùng tại Xưởng hải quân Puget Sound, Bremerton, Washington vào tháng 6, 1964. và bị bỏ không cùng Hạm đội Dự bị Thái Bình Dương. Con tàu được rút tên khỏi danh sách Đăng bạ Hải quân vào ngày 1 tháng 4, 1974, và cuối cùng bị bán để tháo dỡ vào ngày 16 tháng 8, 1974.

## Phần thưởng
Nguồn: Navsource Naval History
|  |  |             |
|  |  | Bronze star |
|  |  |             |

| Huân chương Chiến dịch Hoa Kỳ                       |                                      |                                                                    |
| Huân chương Chiến dịch Châu Âu-Châu Phi-Trung Đông  | Huân chương Chiến thắng Thế Chiến II | Huân chương Phục vụ Phòng vệ Quốc gia với 1 Ngôi sao Chiến trận    |
| Huân chương Phục vụ Triều Tiên (phục vụ Tuần duyên) | Huân chương Phục vụ Nam Cực          | Huân chương Liên Hiệp Quốc Phục vụ Triều Tiên (phục vụ Tuần duyên) |